# سان مارتن تيريسوس
سان مارتن تيريسوس (بالفرنسية: Saint-Martin-Terressus)‏ هي بلدية في مقاطعة فيين العليا في منطقة أقطانية الجديدة غرب وسط فرنسا.